# Ophichthus melanoporus
Ophichthus melanoporus är en fiskart som beskrevs av Kanazawa, 1963. Ophichthus melanoporus ingår i släktet Ophichthus och familjen Ophichthidae. IUCN kategoriserar arten globalt som livskraftig. Inga underarter finns listade i Catalogue of Life.